# 아미가도스
아미가도스(AmigaDOS)는 아미가OS의 디스크 운영 체제로서 파일 시스템, 파일, 디렉터리 조작, 명령 줄 인터페이스, 리다이렉션을 포함한다.
AmigaOS 1.x에서, 아미가도스는 MetaComCo의 TRIPOS 포팅에 기반을 두며 BCPL로 작성되었다. BCPL은 네이티브 포인터를 사용하지 않으므로 더 고급적인 운영 체제의 기능은 사용하기 어려웠고 오류가 발생하는 경향이 있었다. 서드 파티 아미가도스 리소스 프로젝트(AmigaDOS Resource Project, ARP, 과거 명칭: AmigaDOS Replacement Project),는 아미가의 개발자 찰리 헬스에 의해 시작된 프로젝트로서 BCPL 유틸리티의 다수를 더 크기가 작고 더 세련된, C와 어셈블러로 작성된 동등한 유틸리티로 대체하였고 래퍼 라이브러리 arp.library를 제공했다. 이로써 모든 아미가도스 함수에 대해 BCPL 동등 유틸리티↔네이티브 포인터 간 변환을 자동으로 수행함으로써 애플리케이션 내에서 마주치는 문제를 제거하였다.
아미가OS 2.x 이상부터 아미가도스는 C로 다시 작성되었으며 가능한 1.x 호환성을 유지하였다. 아미가OS 4를 기점으로 아미가도스는 BCPL의 레거시를 버렸다. 아미가OS 4.1을 기점으로 아미가도스는 64비트 파일 접근 지원으로 확장되었다.

## 내용주
1. ↑  “Archived copy”. 2007년 3월 11일에 원본 문서에서 보존된 문서. 2006년 7월 18일에 확인함.
2. ↑  [깨진 링크]